# George Băeșu
George Băeșu (n. 18 aprilie 1970, Focșani, Vrancea, România) este un politician român, deputat în Parlamentul României în mandatul 2004-2008 din partea PSD Vrancea.
În perioada 2001-2004 a fost prefect de Vrancea, numit de guvernul Năstase (PSD). Băeșu este finul lui Marian Oprișan, președintele Consiliului Județean Vrancea, ales din partea PSD.
În anul 2008 s-a aflat în top 10 al candidaților care au întreprins acțiuni împotriva statului de drept, întocmit de organizația România Curată. După ce nu a fost ales pentru un nou mandat de deputat, a lucrat timp de 3 ani pe postul de consilier economic la ambasada României din Atena.
În 2012 a fost numit șef al ANRP, funcție din care a demisionat în data de 2 martie 2015. Demisia sa a survenit la o zi după ce un emisar special al SUA a cerut transparență, corectitudine și rapiditate în chestiunea restituirilor. Băeșu și-a motivat demisia prin faptul că amenzile pe care le-a primit pentru nepunerea în practică a sentințelor de restituire ar depăși de trei ori salariul său lunar.
În 14 noiembrie 2013 Băeșu a afirmat că judecătorii ar fi vinovați de restituirea unor proprietăți către Biserica Română Unită cu Roma, Greco-Catolică și a propus premierului Victor Ponta sancționarea acelor judecători. În acel context Mircea Govor, președintele PSD Satu Mare și vicepreședinte al consiliului județean, a blocat retrocedarea Mănăstirii Bixad, în pofida sentințelor irevocabile de restituire.
Băeșu este căsătorit și are doi copii.